# Elsie Mathiopoulou-Tornaritou
Elsie Mathiopoulou-Tornaritou, geborene Tornaritou, griechisch Έλση Μαθιοπούλου-Τορναρίτου (* 9. Juni 1928 in Limassol; † 21. Januar 2022 in Athen) war eine griechisch-zyprische Neogräzistin.

## Leben
Elsie Tornaritou studierte bis 1953 Klassische Philologie, Klassische Archäologie und Geschichte an der Universität Athen und ging danach nach Deutschland. Dort heiratete sie den Journalisten Basil Petros Mathiopoulos. 1956 wurde ihre Tochter Margarita Mathiopoulos geboren.
Mathiopoulou-Tornaritou wurde 1961 an der Universität Bonn im Fach Klassische Archäologie zum Dr. phil. promoviert. 1968 wurde sie an der Universität Bonn als Wissenschaftliche Mitarbeiterin für Byzantinistik und Neogräzistik angestellt. 1972 erhielt sie eine Beamtenstelle als Akademische Rätin, ab 1995 Oberrätin. An der Universität Bonn gab sie bis 2006 Lehrveranstaltungen im Fach Neogräzistik. 1996 wurde sie zur Honorarprofessorin ernannt. Parallel gab sie Lehrveranstaltungen an der Universität zu Köln (seit 1995) und an der Universität Erlangen (1998–2000).
Von 1990 bis 2000 beteiligte sie sich an dem Graduiertenkolleg Die Renaissance in Italien und ihre europäische Rezeption in Zusammenarbeit mit Universitäten in Südosteuropa und Zypern. Seit 2006 war sie Mitglied des Centre for the Classical Tradition an der Universität Bonn. 2007 verlieh ihr die griechische Regierung den Orden der Ehre im Kommandeur-Rang.

## Schriften (Auswahl)
- Zur Typologie der Göttin Athena im fünften Jahrhundert vor Christus. Dissertation Bonn 1961.
- Lyrik der Spätrenaissance auf Zypern. In: Folia Neohellenica. Zeitschrift für Neogräzistik 7, 1985–86, S. 63–159.
- Ist die Urfassung des Erotokritos eine aus aktuellem Anlaß auf Kreta entstandene Spätrenaissance-Giostra? In: Erich Trapp (Hrsg.): 3000 Jahre Griechische Kultur – Die Antike und ihr Weiterleben. Bonn-St. Augustin 1997, S. 99–145.
- L. Giustinianis Epistola an Helena Palaelogin. Ein Beitrag zum Venetozyprischen Kulturdialog. In: ΕΥΨΥΧΙΑ. Mélanges offerts à Hélène Ahrweiler. Publications de la Sorbonne, Paris 1998, S. 520–539 (Google Books).
- Zur Ausformung von Stil und Begrifflichkeit im Werk des Dionysios Solomos. In: Folia Neohellenica. Zeitschrift für Neogräzistik 9, 1999, S. 7–66.